# Kaj af Ekström
Pour les articles homonymes, voir Ekström.
Kaj af Ekström, né le 24 mars 1899 à Forshaga et mort le 7 février 1943 à Stockholm, est un patineur artistique suédois.

## Biographie

### Carrière sportive
Avec Elna Henrikson, il remporte la médaille de bronze à deux Championnats du monde de patinage artistique : en 1923 et 1924,,,.

## Palmarès

### Messieurs
| Compétition           | 1920 | 1921 | 1922 | 1923 | 1924 |
| --------------------- | ---- | ---- | ---- | ---- | ---- |
| Championnats d'Europe |      |      |      | 4e   |      |
| Championnats de Suède | 3e   | 2e   | 3e   | 3e   | 1er  |

### Couple artistique
Avec Elna Henrikson
| Compétition           | 1921 | 1922 | 1923 | 1924 |
| --------------------- | ---- | ---- | ---- | ---- |
| Championnats du monde |      |      | 3e   | 3e   |
| Championnats de Suède | 1er  | 2e   | 1er  | 1er  |

Avec Ragnvi Torslow
| Compétition           | 1918 | 1919 | 1920 |
| --------------------- | ---- | ---- | ---- |
| Championnats de Suède | 2e   | 2e   | 1er  |